# (3984) Chacos
(3984) Chacos (1984 SB6) – planetoida z grupy pasa głównego asteroid okrążająca Słońce w ciągu 3,81 lat w średniej odległości 2,44 j.a. Odkryta 21 września 1984 roku.